# Debila
Debila là một đô thị thuộc tỉnh El Oued, Algérie. Dân số thời điểm năm 2002 là 20.088 người.